# Jean Marot

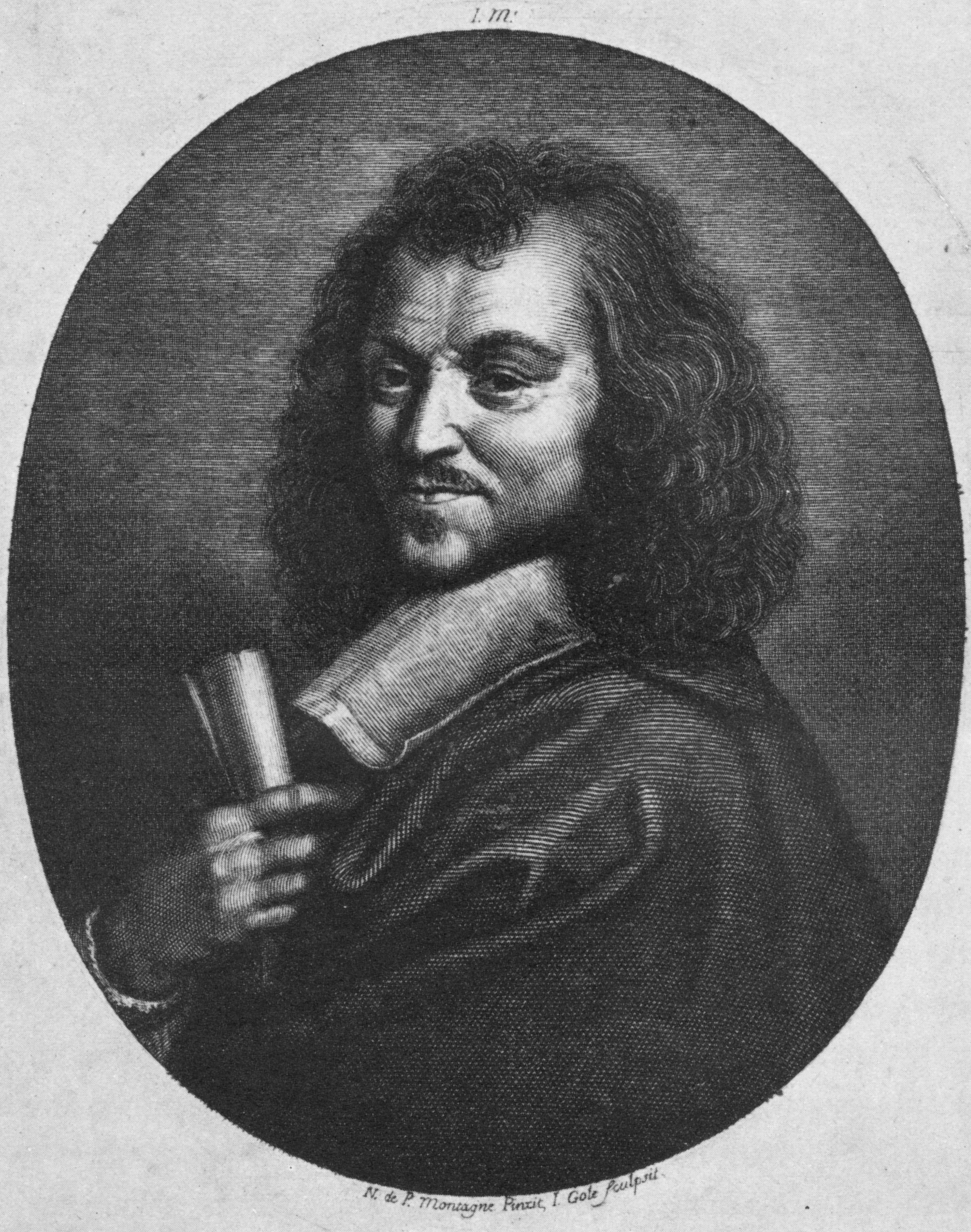
Jean Marot (I) (1619-1679), gravyr från omkring 1679 av Jacob Gole (1660-1737) efter Nicolas de Plattenmontagne (1631-1706).

Jean Marot (I), född omkring 1619 i Paris, död den 15 eller 16 december 1679 i Paris, var en fransk arkitekt, grafiker och gravör av arkitektoniska vyer.
Han var far till Daniel Marot (1661-1752), som också var arkitekt, inredningsarkitekt, mönstertecknare och gravör, och han arbetade med sin far i Paris och fortsatte faderns utgivarverksamhet tills han motiverades av anti-protestantiska lagar genom Fontainbleau-ediktet att emigrera till Nederländerna. Där blev Daniel Marot den främste designern för Vilhelm av Oranien, som var ståthållare i Nederländerna från 1672 och kung av England, Skottland och Irland från 1689. En annan son, Jean Marot (II), arbetade som gravör med sin far och senare, efter att ha blivit katolik, arbetade han som arkitekt i Bâtiments du Roi under åren 1686-1702.
Det är endast få verk som har överlevt hans egna arkitektoniska verk. Men hans etsningar av andras arbeten var mycket uppskattade av hans samtida, trots att det finns flera felaktigheter och förvrängningar i dem. De arbeten som finns kvar har publicerats i de volymer som kallas Petit Marot (omkr. 1659) och Grand Marot (1686) och de är bland de viktigaste källorna om arkitektur i Frankrike fram till början av Ludvig XIV:s regering.
Marot är mindre känd för sina utförda arbeten än för en rad kopparstickpublikationer av egna och andras byggnader, som är viktiga källor till fransk arkitekturhistoria. Hans son Daniel Marot fortsatte, som ovan nämnts, denna utgivarverksamhet.

## Gravör i topografiskt planschverk

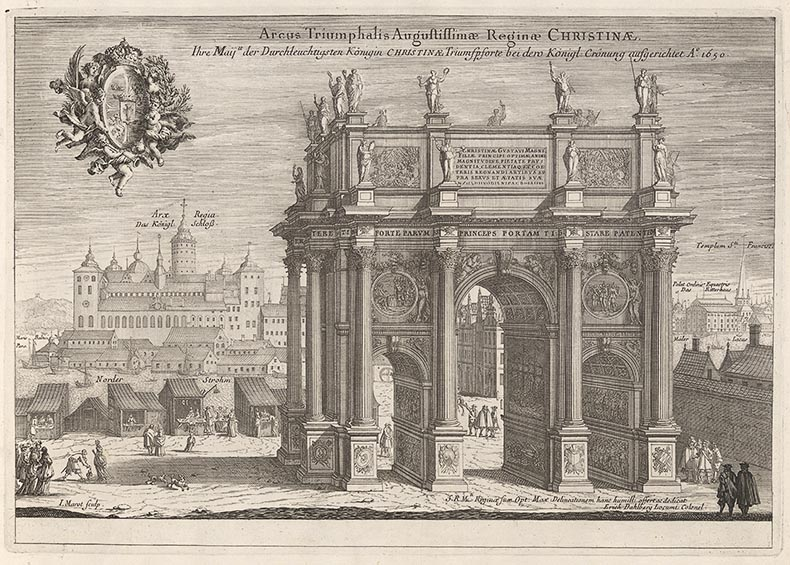
Gravyr av Jean Marot (I) i Suecia Antiqua et hodierna, tryckt 1667. Gravyren föreställer Triumfbågen vid Drottning Kristinas kröning.

Jean Marot bidrog med ett flertal gravyrer till det svenska topografiska planschverket Suecia Antiqua et hodierna med koppargravyrer över stormaktstiden i Sverige på 1600-talet. Det utarbetades främst av arkitekten och ämbetsmannen Erik Dahlbergh (1625-1703) och bekostades av staten. Gravyrerna var dock inte alltid med sanningen överensstämmande, då Dahlbergh ofta tog med planerade ändringar, som sedan inte visade sig bli av. Erik Dahlbergh påbörjade arbetet 1660 och han reste runt i Sverige för att teckna av städer och viktiga byggnader. Han beviljades pengar för att resa till Paris för att få sina teckningar överförda till kopparplåt av tidens bästa gravörer. Han anlitade de bästa gravörerna från Frankrike och Holland och reste själv till Paris för att leda arbetet med graveringen. Hans främsta uppgift i Paris gällde dock inte sueciaverket, utan planscherna som skulle illustrera Karl X Gustafs krig, och som Samuel Pufendorf senare författade texten till. I ungefär ett år, 1667-1668, uppehöll sig Erik Dahlbergh i den franska huvudstaden. Men arbetet fortsatte i flera år därefter. Till de mest kända av de franska gravörerna hörde Jean Marot, Jean Lepautre, de båda bröderna Nicolas Perelle och Adam Perelle. Jean Marot var specialist på arkitektur, Lepautre var grafiker och bröderna Perelle var utbildade gravörer. Arbetet resulterade i ett sjuttiotal etsningar. Verkets yttre form var redan på detta stadium fastställd. Planscherna var uppdelade i olika format, en del motiv tilläts fylla hela plåten, i andra fall samsades två motiv på samma plåt. I några fall, till exempel för vissa viktiga platser såsom Stockholms slott, ägnades mer utrymme än en plansch och då delades bilden upp på två plåtar. Sedan fick trycken klistras samman till en större plansch. Så är fallet med panoramat över Stockholm. Efter förlagor av hovmålaren David Klöcker Ehrenstrahl graverades till exempel titelblad och landskapsvapen. Klöcker utförde "de renodlat dekorativa planscherna". Arbetet låg nere under en stor del av 1670-talet på grund av kriget mot Danmark. I mitten av 1680-talet kom arbetet igång igen och bedrevs med stor intensitet ända fram till Dahlberghs död 1702. Jean Marot avled i Paris i december 1679. Marot är representerad vid bland annat Nationalmuseum.

## Galleri
Gravyrer tryckta i Suecia Antiqua et Hodierna omkring åren 1667-1679.

Gravyrer av Jean Marot i Suecia Antiqua et Hodierna
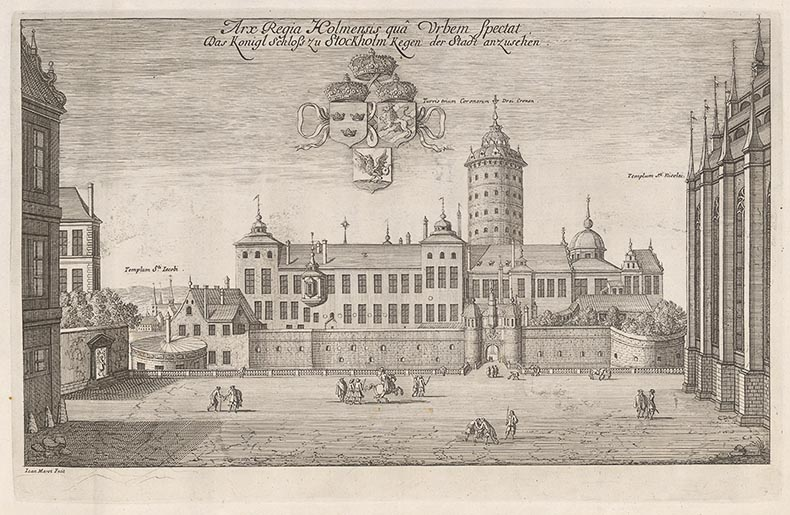
Slottet Tre Kronor, slottet åt stadssidan.
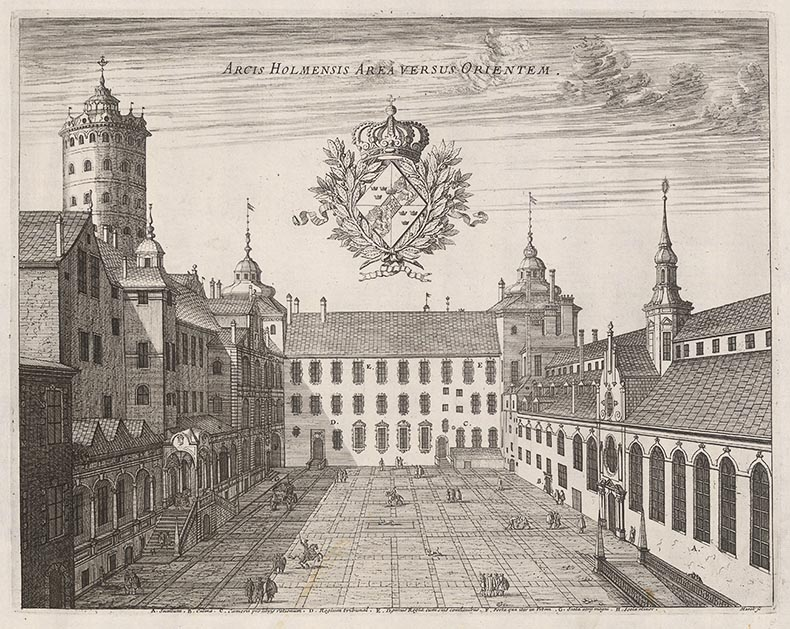
Slottet Tre Kronor, borggården från öster.
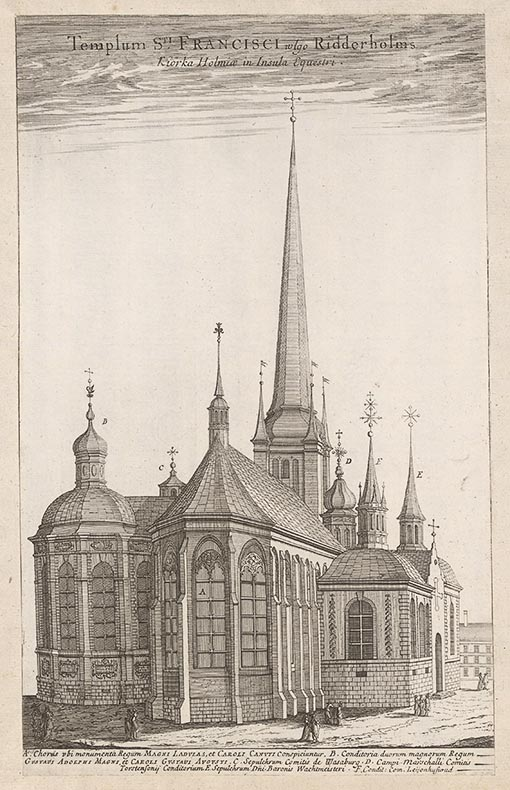
Riddarholmskyrkan, Stockholm.
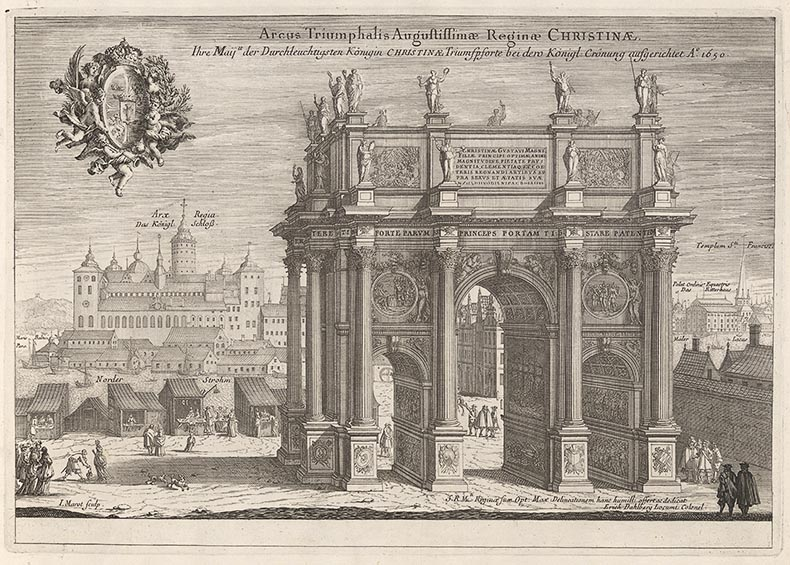
Triumfbågen vid Drottning Kristinas kröning.
Wrangelska palatset på Riddarholmen i Stockholm, tryckt 1667-1670, finns på Skokloster slott.
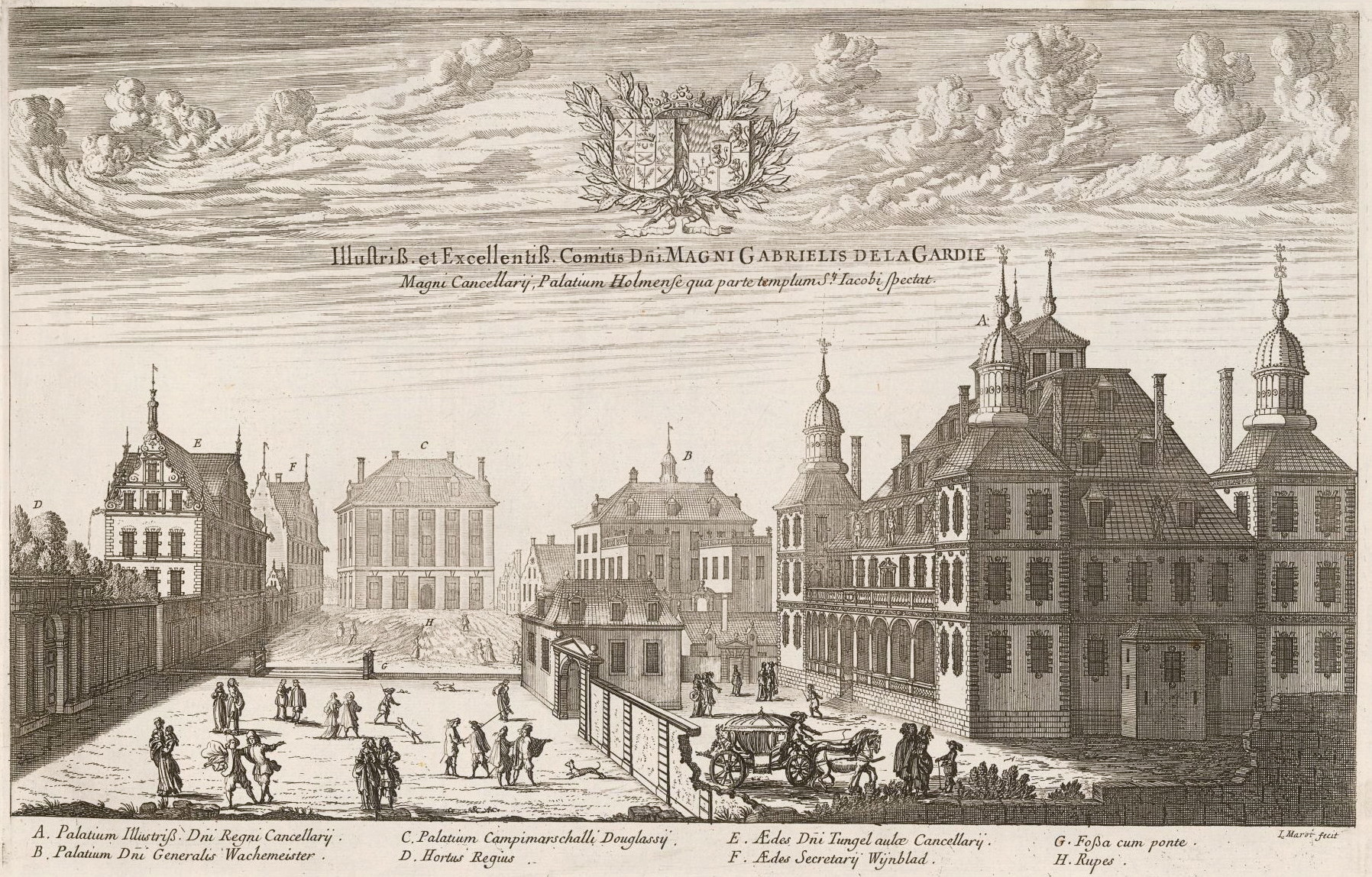
Makalös från Sankt Jacobs kyrka, i fonden Douglaska palatset.
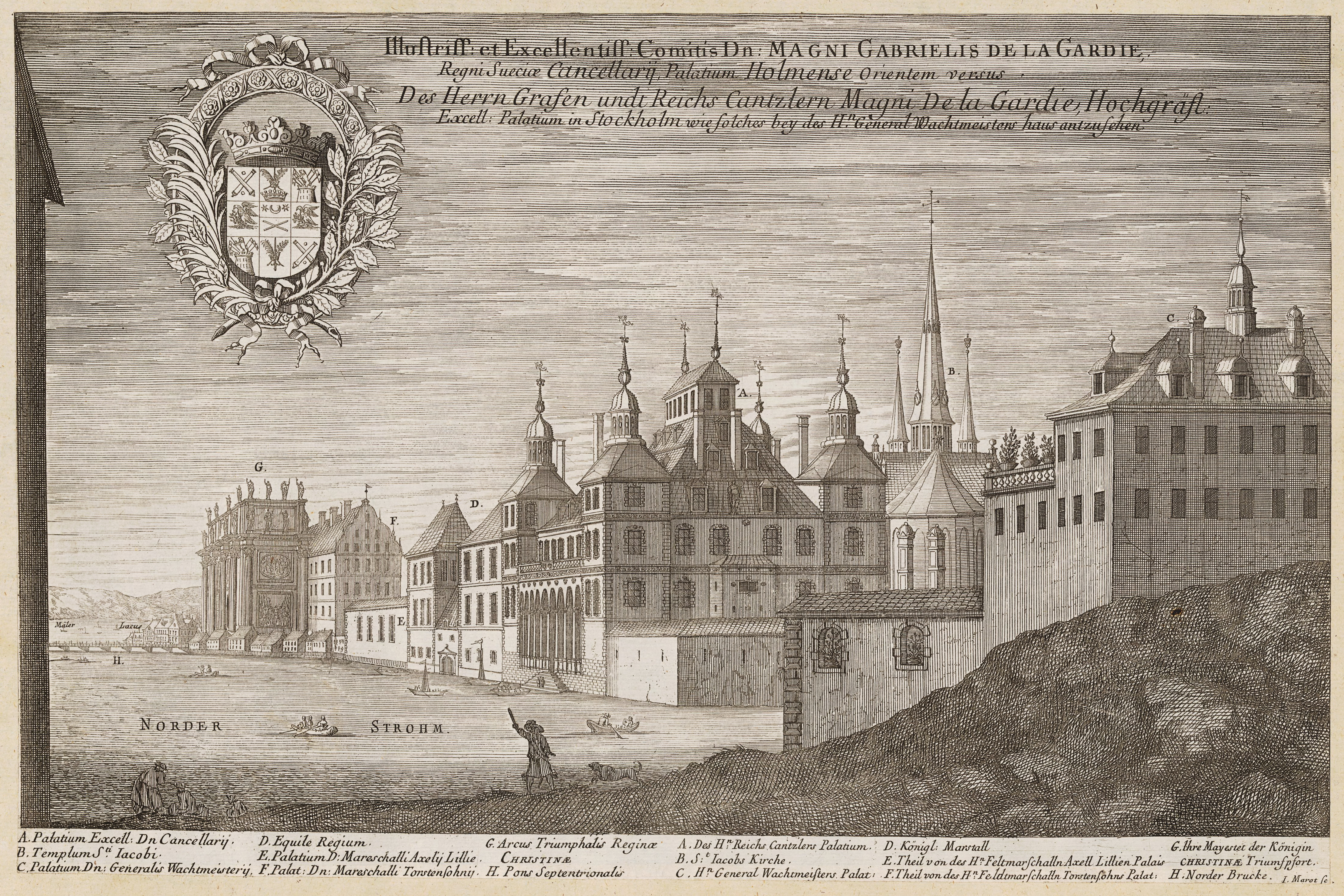
De la Gardieska palatset.
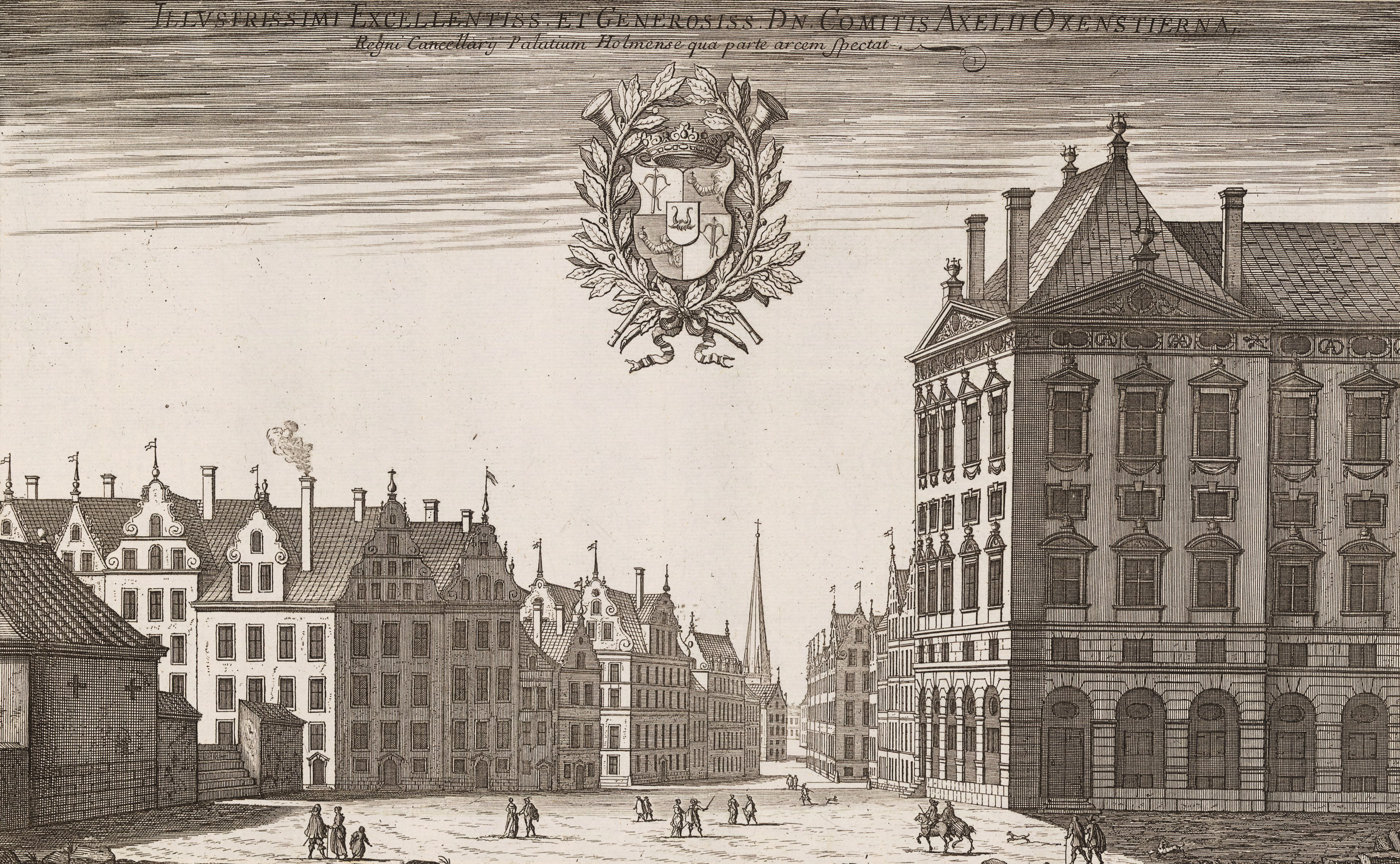
Axel Oxenstiernas palats.
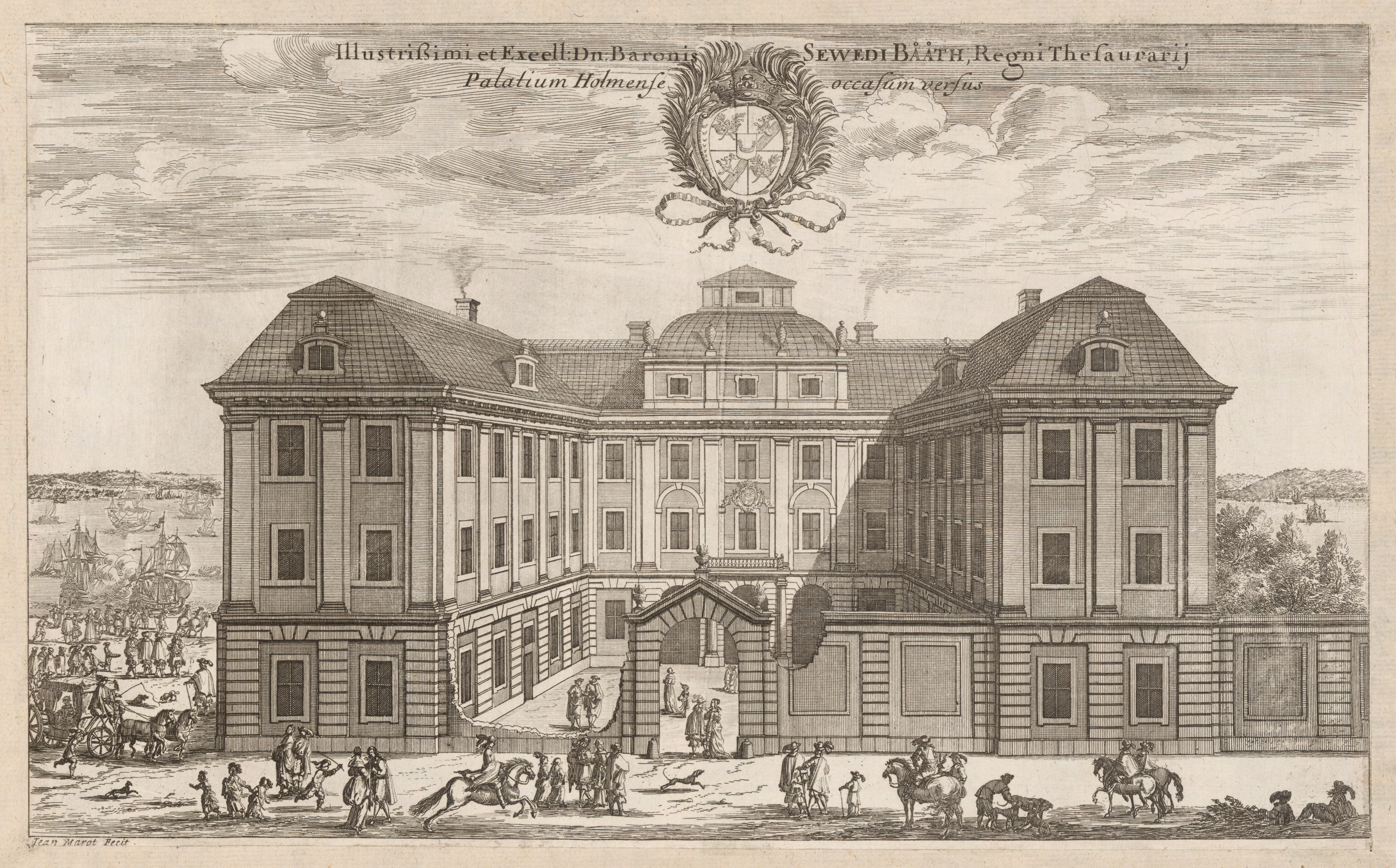
Bååtska palatset.
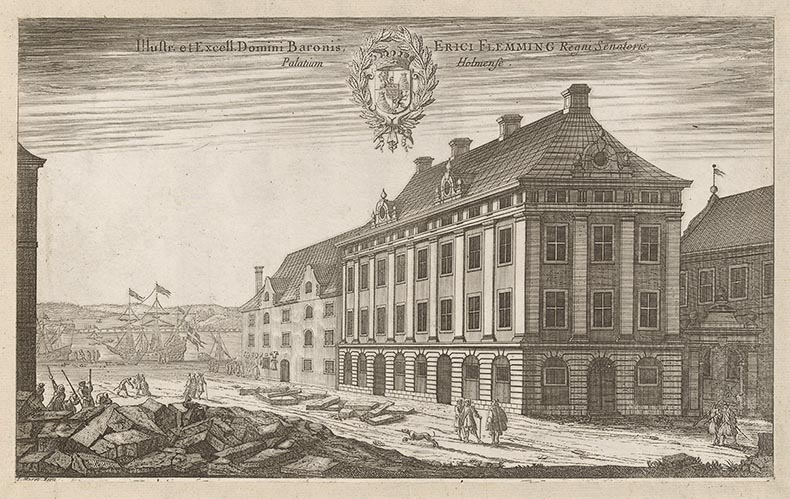
Flemingska palatset.
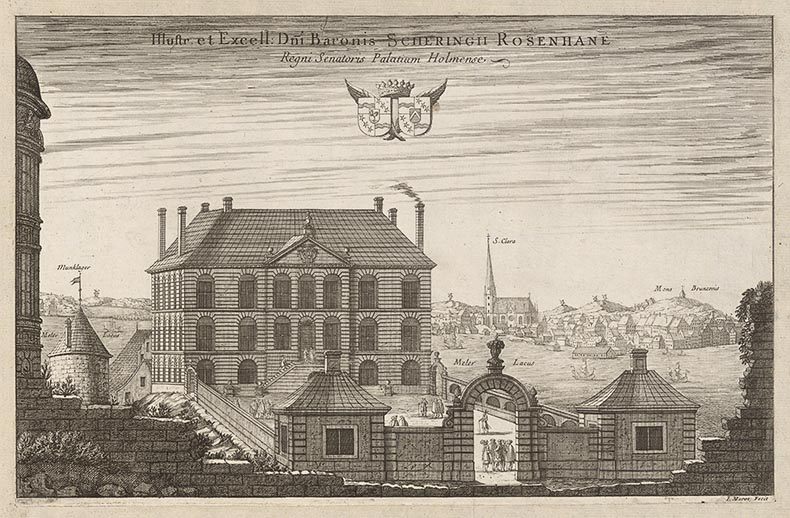
Schering Rosenhanes palats.
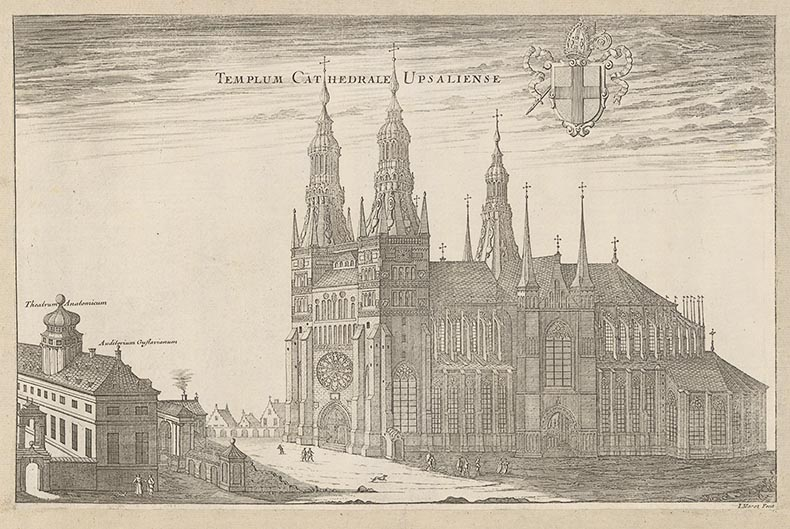
Uppsala domkyrka.
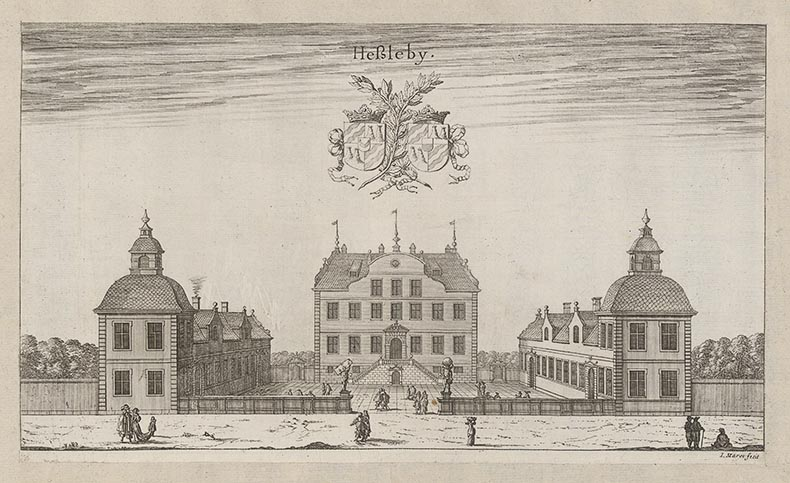
Hässelby slott.
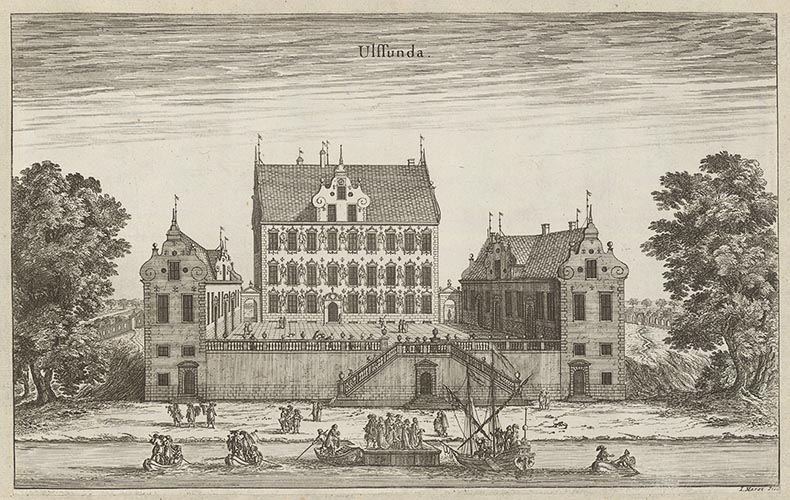
Ulvsunda slott.

## Exempel på gravyr av Jean Marot

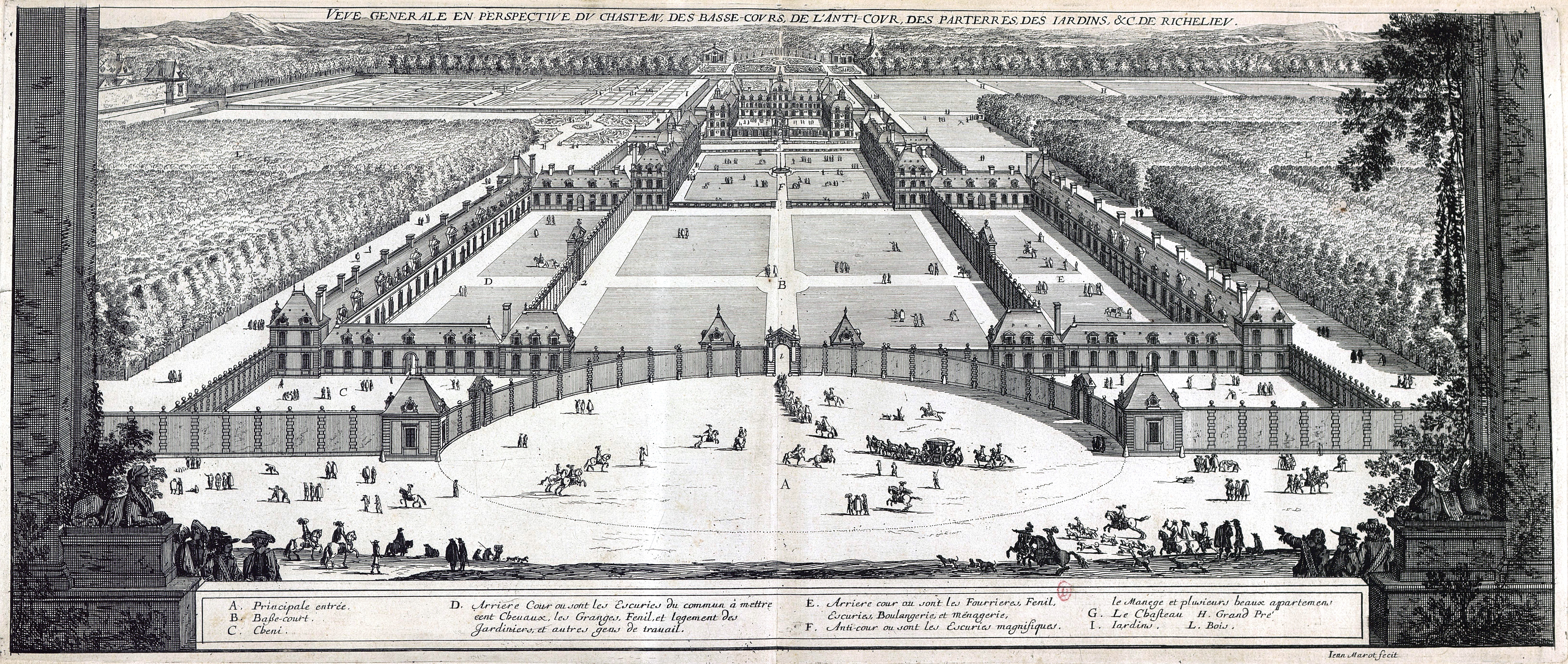
Generellt perspektiv, vy av Jacques Lemerciers Château de Richelieu, graverad av Jean Marot omkring 1657, med utsmyckningar av Jean Lepautre.